# 赫爾蒂耶什蒂鄉
45°01′N 24°58′E / 45.017°N 24.967°E
赫爾蒂耶什蒂鄉（羅馬尼亞語：Comuna Hârtiești, Argeș），是羅馬尼亞的鄉份，位於該國中南部，由阿爾傑什縣負責管轄，面積49平方公里，海拔高度515米，2007年人口2,103，人口密度每平方公里43人。